# Peromyscus leucopus
El ratón de patas blancas  o ratón patiblanco (Peromyscus leucopus) es una especie de roedor miomorfo de la familia Cricetidae nativo de Norteamérica. Se encuentra desde el noroeste de Estados Unidos hasta el sudoeste de México. Es muy similar al "ratón ciervo" (Peromyscus maniculatus).
Es una especie del género Peromyscus, un grupo estrechamente relacionado de ratones del Nuevo Mundo a menudo llamados "ratones ciervo". En las Provincias Marítimas, su única ubicación es una población dispersa en el sur de Nueva Escocia. También se le conoce erróneamente como «ratón de bosque», nombre que en realidad describe al «Apodemus sylvaticus», un rodeor no emparentado, particularmente en Texas.

## Descripción
Los adultos miden entre 90 y 100 mm de longitud, sin contar la cola, que puede añadir entre 63 y 97 mm. Un adulto joven pesa entre 20 y 30 g. Si bien su esperanza de vida máxima es de 96 meses, la esperanza de vida media de la especie es de 45,5 meses para las hembras y 47,5 para los machos. En climas del norte, la esperanza de vida promedio es de 12 a 24 meses. La especie es similar a Peromyscus maniculatus.

En el Parque Provincial Quetico, OntarioEn el Parque Provincial Quetico, Ontario
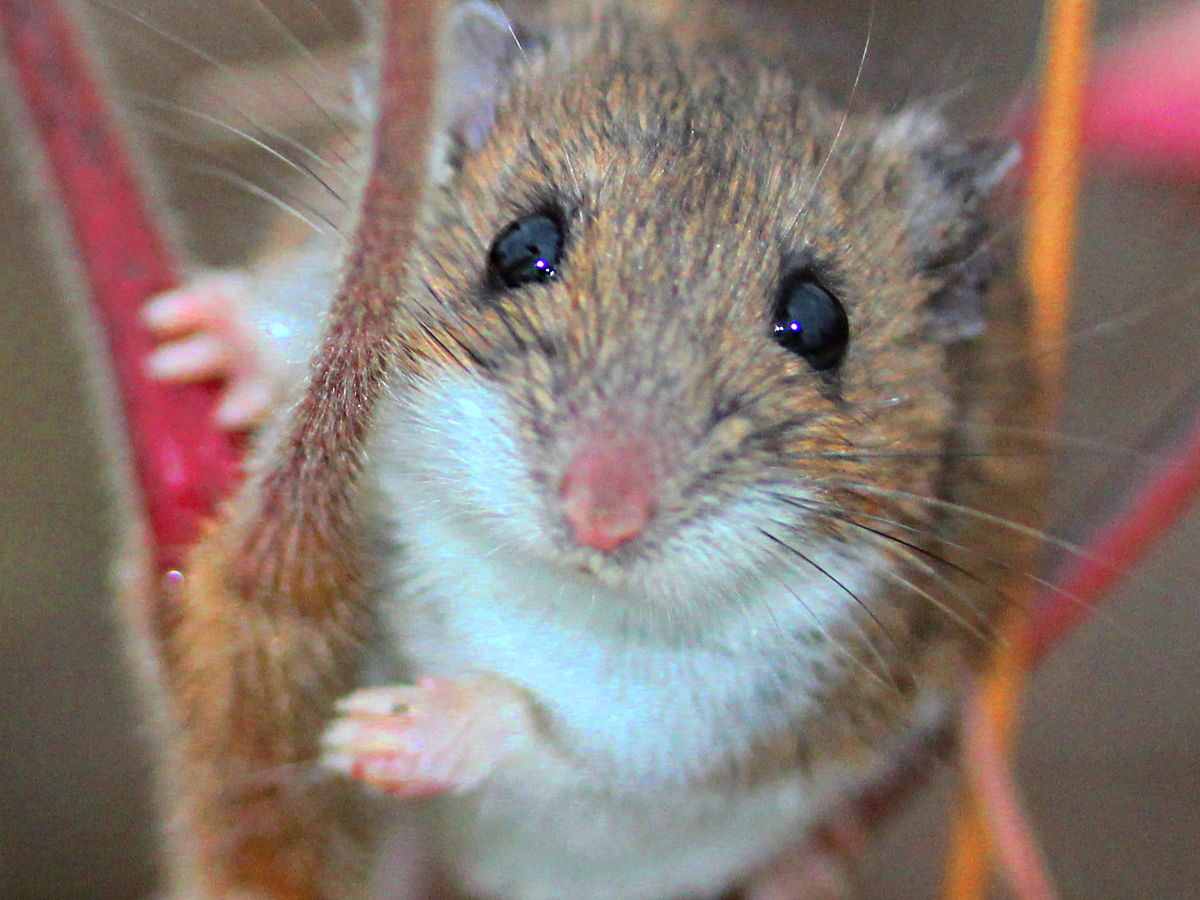
Hembra sobre un zumaque de cuerno de ciervo Rhus typhina

## Comportamiento y dieta
Los ratones de patas blancas son omnívoros y se alimentan de semillas e insectos. Son depredadores particularmente voraces de la etapa de pupa de la invasora polilla esponjosa (anteriormente llamada polilla gitana). Son tímidos y generalmente evitan a los humanos, pero ocasionalmente se instalan en las paredes de la planta baja de casas y apartamentos, donde construyen nidos y almacenan alimentos. Los ratones de patas blancas pasan mucho tiempo en árboles y arbustos, a veces ocupando nidos de pájaros viejos y desocupados y construyendo techos sobre ellos.

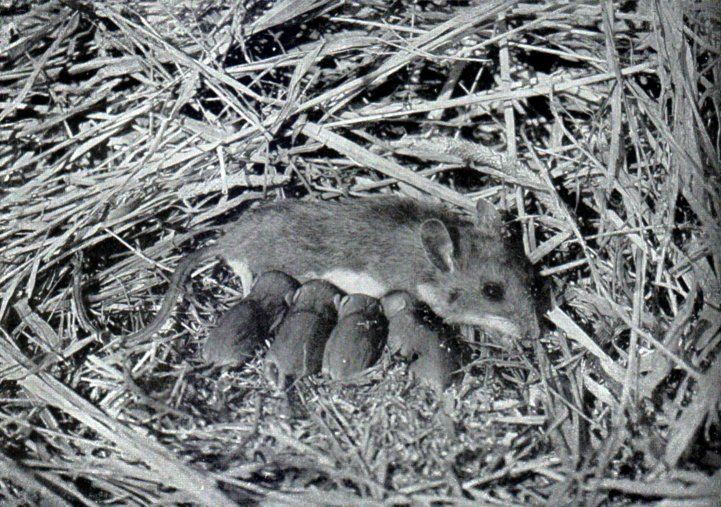
Hembra con crías

## Enfermedades
Al igual que el ratón ciervo oriental, esta especie puede ser portadora de hantavirus, que pueden causar enfermedades graves en humanos. También se ha descubierto que es un reservorio natural competente para la espiroqueta causante de la enfermedad de Lyme, Borrelia burgdorferi. El ratón de patas blancas es el huésped predilecto del parásito moscardón Cuterebra fontinella.

## Interacciones con humanos
El ratón de patas blancas es una de las especies de ratón más utilizadas como ratón de laboratorio después del ratón doméstico, y su versión domesticada se llama Peromyscus leucopus. linville. Estos ratones domésticos también se mantienen como mascotas de bolsillo y han sido criados para tener muchos colores diferentes.

## Adaptaciones a la urbanización en la ciudad de Nueva York
Poblaciones nativas de P. leucopus en la ciudad de Nueva York están aislados por la densa infraestructura humana y se encuentran en gran medida confinados a pequeñas islas forestales urbanas como Prospect Park (Brooklyn) y Central Park. El flujo genético limitado causado por las actividades humanas y acoplado con un evento de cuello de botella en las poblaciones urbanas ha sido lo suficientemente poderoso como para conducir a la divergencia evolutiva de los ratones urbanos de patas blancas.

### Metabolismo
Los ratones de la ciudad de Nueva York muestran adaptaciones locales a las presiones selectivas mediadas por la dieta en los hábitats urbanos. Al ser animales oportunistas, los ratones urbanos P. Las poblaciones de Peromyscus leucopus subsisten con alimentos desechados por los humanos como fuente de nutrientes fácilmente disponibles, por lo que consumen mucha más grasa y carbohidratos que las poblaciones rurales. Los resultados de un estudio genómico del paisaje mostraron evidencia de selección positiva en genes mitocondriales de ratones urbanos que son responsables de la descomposición y digestión de lípidos y carbohidratos. Las poblaciones aisladas de P. leucopus que habitan parques de la ciudad de Nueva York muestran signos de adaptación a nivel molecular a los recursos alimentarios urbanos. Se cree que la evolución diferencial de los procesos metabólicos en las poblaciones urbanas de P. leucopus contribuye a su éxito y supervivencia en los bosques urbanos de la ciudad de Nueva York. Además, la morfología de los ratones urbanos de patas blancas puede estar cambiando para adaptarse a fuentes de alimentos alternativas. Por ejemplo, los dientes de los ratones de patas blancas de la ciudad de Nueva York son más cortos que los de los ratones rurales. Este cambio en las características físicas podría explicarse por la disponibilidad de fuentes de alimento de mayor calidad en los bosques urbanos, lo que elimina la necesidad de dientes largos y fuertes.

### Desintoxicación
Las poblaciones urbanas de P. leucopus podrían estar sometidas a presiones selectivas únicas debido a la mayor exposición rutinaria a contaminantes y toxinas. Un estudio comparativo del transcriptoma halló evidencia de selección positiva que actúa sobre los genes de ratones urbanos que desempeñan papeles importantes en la desintoxicación y el metabolismo de los xenobióticos. Los genes bajo presión de selección positiva incluyen CYP1A1 y Hsp90, que se sabe que están involucrados en el metabolismo de sustancias extrañas y fármacos.<ref name=":13">{{Cite journal |last1=Harris |first1=Stephen E. |last2=Munshi-South |first2=Jason |date=2017-10-05 |title=Firmas de selección positiva y adaptación local a la urbanización en ratones de patas blancas (Peromyscus leucopus) |journal=Molecular Ecology |language=en |volume=26 |número=22 |páginas=6336–6350 |doi=10.1111/mec.14369 |issn